# Arenaria fridericae
Arenaria fridericae är en nejlikväxtart som beskrevs av Hand.-mazz. Arenaria fridericae ingår i släktet narvar, och familjen nejlikväxter. Inga underarter finns listade i Catalogue of Life.